# بونیارا
بونیارا (به ایتالیایی: Bugnara) یک کومونه در ایتالیا است که در استان لاکویلا واقع شده‌است.

## خصوصیات
بونیارا ۲۵٫۸۰ کیلومترمربع مساحت و ۱٬۱۴۷ نفر جمعیت دارد و ۵۸۰ متر بالاتر از سطح دریا واقع شده‌است.

## نگارخانه

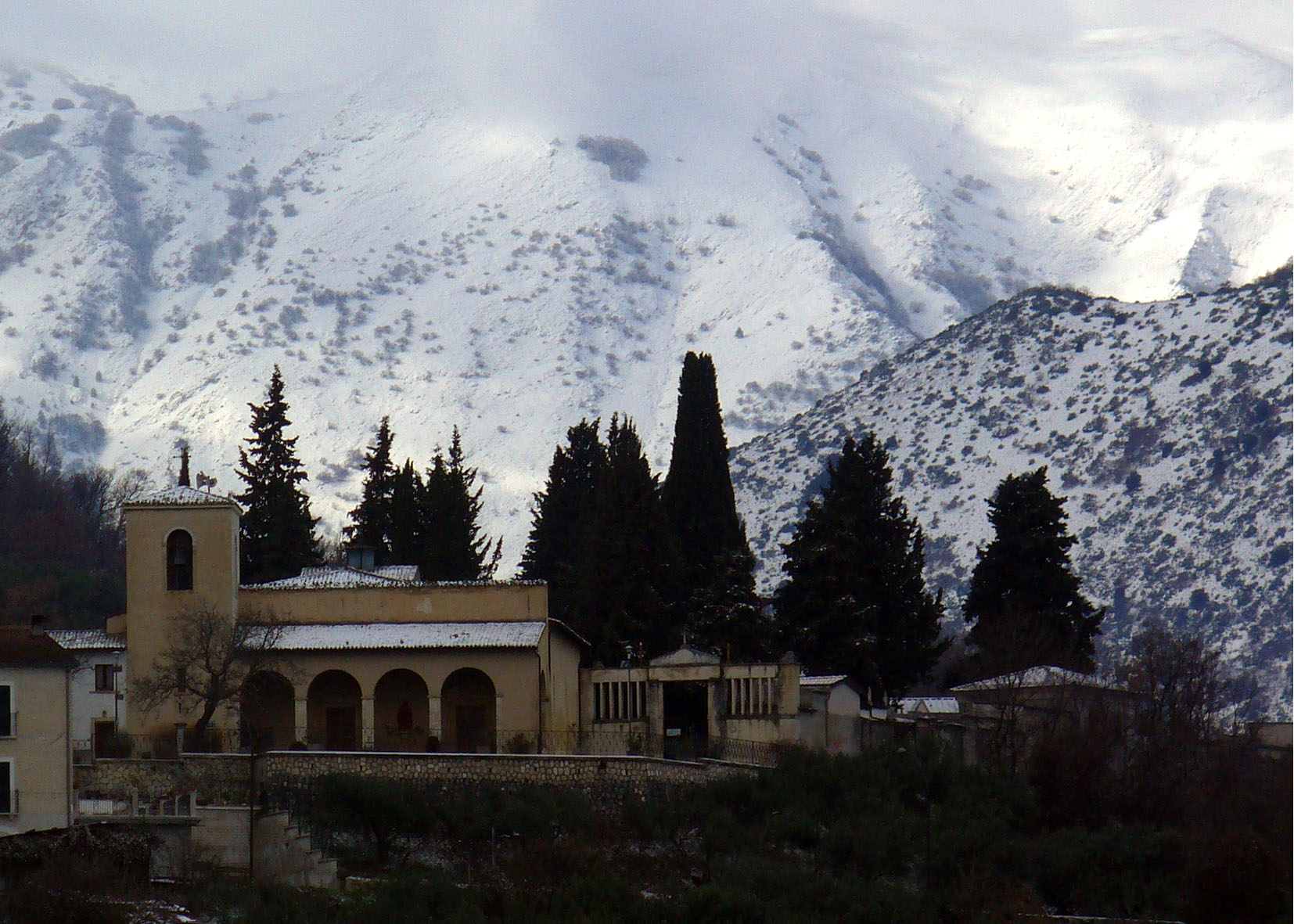
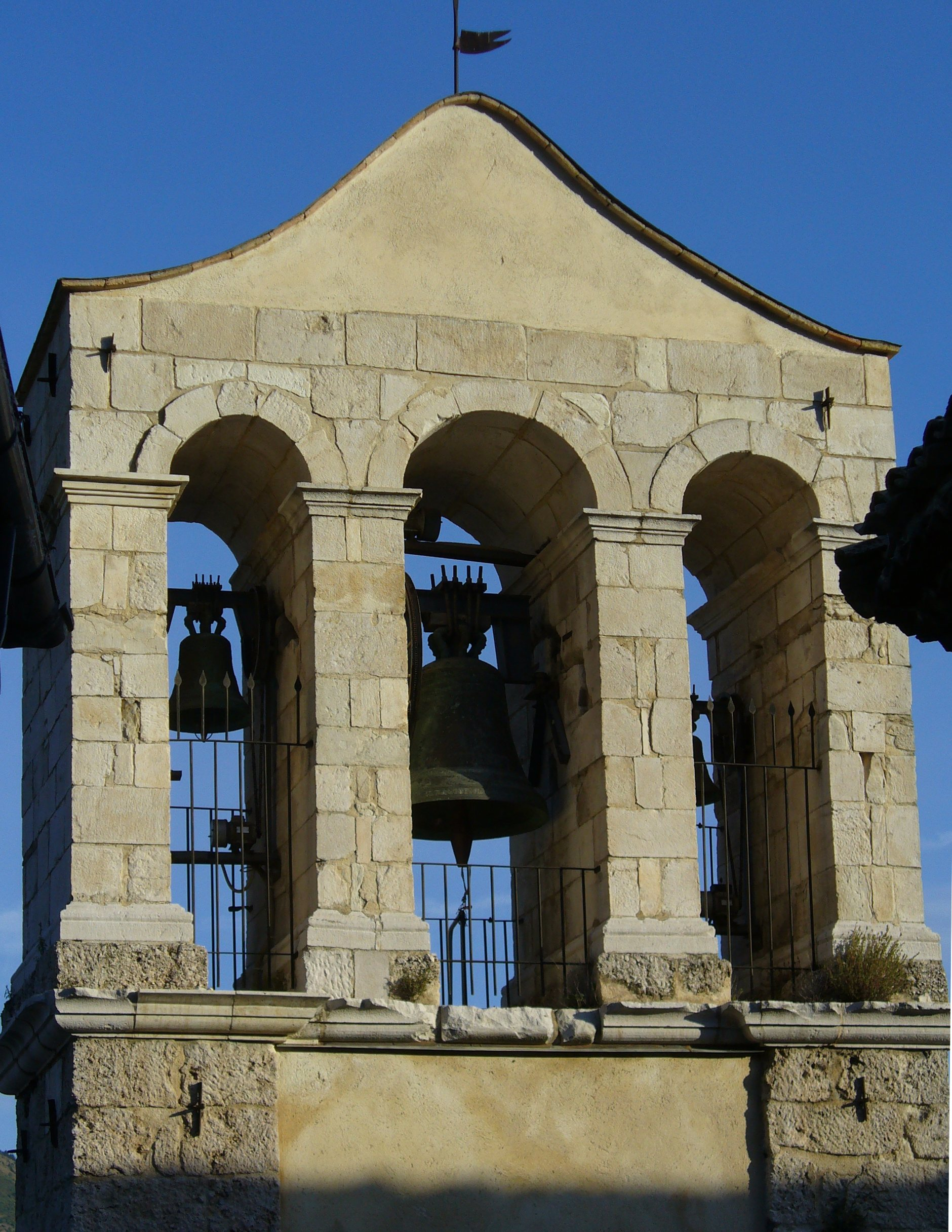